# Hockey op de Pan-Amerikaanse Spelen
De Pan-Amerikaanse Spelen staan op de internationale sportagenda sinds 1951. In dat jaar heette de Argentijnse hoofdstad Buenos Aires ruim 2500 atleten uit 22 Noord-, Midden- en Zuid-Amerikaanse landen welkom. Het internationale sportevenement wordt om de vier jaar gehouden, in het jaar voorafgaand aan de Olympische Zomerspelen. Hockey staat sinds 1967 op het programma van de Pan Am Games. De winnaar van dit continentale kampioenschap plaatst zich voor de eerstvolgende Olympische Zomerspelen. Hockey voor vrouwen staat 'pas' sinds 1987 op de agenda.

## Medaillewinnaars

### Mannen
| Editie       | Stad           | Land                   | 1e         | 2e                 | 3e               | Details |
| ------------ | -------------- | ---------------------- | ---------- | ------------------ | ---------------- | ------- |
| V — 1967     | Winnipeg       | Canada                 | Argentinië | Trinidad en Tobago | Verenigde Staten | details |
| VI — 1971    | Cali           | Colombia               | Argentinië | Mexico             | Canada           | details |
| VII — 1975   | Mexico-Stad    | Mexico                 | Argentinië | Canada             | Mexico           | details |
| VIII — 1979  | San Juan       | Puerto Rico            | Argentinië | Canada             | Mexico           | details |
| IX — 1983    | Caracas        | Venezuela              | Canada     | Argentinië         | Chili            | details |
| X — 1987     | Indianapolis   | Verenigde Staten       | Canada     | Argentinië         | Verenigde Staten | details |
| XI — 1991    | Havana         | Cuba                   | Argentinië | Canada             | Verenigde Staten | details |
| XII — 1995   | Mar del Plata  | Argentinië             | Argentinië | Canada             | Verenigde Staten | details |
| XIII — 1999  | Winnipeg       | Canada                 | Canada     | Argentinië         | Cuba             | details |
| XIV — 2003   | Santo Domingo  | Dominicaanse Republiek | Argentinië | Canada             | Cuba             | details |
| XV — 2007    | Rio de Janeiro | Brazilië               | Canada     | Argentinië         | Cuba             | details |
| XVI — 2011   | Guadalajara    | Mexico                 | Argentinië | Canada             | Chili            | details |
| XVII — 2015  | Toronto        | Canada                 | Argentinië | Canada             | Chili            | details |
| XVIII — 2019 | Lima           | Peru                   | Argentinië | Canada             | Verenigde Staten | details |

### Vrouwen
| Editie       | Stad           | Land                   | 1e               | 2e               | 3e                   | Details |
| ------------ | -------------- | ---------------------- | ---------------- | ---------------- | -------------------- | ------- |
| X — 1987     | Indianapolis   | Verenigde Staten       | Argentinië       | Verenigde Staten | Canada               | details |
| XI — 1991    | Havana         | Cuba                   | Argentinië       | Canada           | Verenigde Staten     | details |
| XII — 1995   | Mar del Plata  | Argentinië             | Argentinië       | Verenigde Staten | Canada               | details |
| XIII — 1999  | Winnipeg       | Canada                 | Argentinië       | Verenigde Staten | Canada               | details |
| XIV — 2003   | Santo Domingo  | Dominicaanse Republiek | Argentinië       | Verenigde Staten | Uruguay              | details |
| XV — 2007    | Rio de Janeiro | Brazilië               | Argentinië       | Verenigde Staten | Nederlandse Antillen | details |
| XVI — 2011   | Guadalajara    | Mexico                 | Verenigde Staten | Argentinië       | Chili                | details |
| XVII — 2015  | Toronto        | Canada                 | Verenigde Staten | Argentinië       | Canada               | details |
| XVIII — 2019 | Lima           | Peru                   | Argentinië       | Canada           | Verenigde Staten     | details |